# HD196544
HD196544 — хімічно пекулярна зоря спектрального класу A2, що має видиму зоряну величину в смузі V приблизно  5,4.
Вона  розташована на відстані близько 177,3 світлових років від Сонця.

## Фізичні характеристики
Зоря HD196544 обертається 
порівняно повільно 
навколо своєї осі. Проєкція її екваторіальної швидкості на промінь зору становить  Vsin(i)= 41км/сек.